# Yamaha Drums
Yamaha Drums є дочірньою компанією корпорації Yamaha, заснованої в 1967 році. Компанія виробляє акустичні та електронні барабанні установки, а також ударні інструменти, обладнання маршового оркестру та барабанне обладнання.

## Виробництво
Більшість барабанів Yamaha виробляються в двох різних місцях в Азії. Їхня фабрика в Осаці виробляє професійні барабани високого класу, а також усі маршові перкусії. Там також відбуваються дослідження та розробки нових продуктів. Керування маркетингом здійснюється зі штаб-квартири Yamaha Corp. у Хамамацу. Фабрика в Китаї виготовила набір початкового рівня GigMaker і проміжний набір Stage Custom Birch. Їхній завод в Індонезії виробляє барабани Tour Custom і нещодавно представлену серію Rock Tour. Індонезійська фабрика використовує те саме обладнання та техніку у своїх барабанах, і всі майстри, які там працюють, навчаються японськими майстрами з заводу в Осаці. Єдина відмінність між цими двома заводами полягає в тому, що завод в Осаці використовує більш ексклюзивні породи деревини (клен, береза та дуб).

## Придбання Premier
У 1987 році Yamaha придбала фабрику Premier Percussion в Англії, намагаючись утвердити ім'я Yamaha на більш жорсткому європейському ринку. Компанія Yamaha розмістила обладнання та навчила майстрів Premier «шляху Yamaha» виготовлення барабанів, у результаті чого компанія Premier випустила велику кількість барабанів Yamaha «made in England». У 1992 році Yamaha вийшла і продала свої акції назад компанії Premier. 